# Stethojulis albovittata
Stethojulis albovittata là một loài cá biển thuộc chi Stethojulis trong họ Cá bàng chài. Loài này được mô tả lần đầu tiên vào năm 1788.

## Từ nguyên
Từ định danh của loài trong tiếng Latinh có nghĩa là "có dải sọc trắng" (albus: "màu trắng" + vittata: "có dải sọc"), hàm ý đề cập đến các đường sọc màu xanh lam nổi bật trên cơ thể cá đực, khi ngâm mẫu vật trong rượu sẽ chuyển sang màu trắng.

## Phạm vi phân bố và môi trường sống
S. albovittata có phạm vi phân bố rộng khắp Ấn Độ Dương. Loài này được ghi nhận từ Biển Đỏ và vùng bờ biển Oman–Yemen trải dài về phía nam dọc theo bờ biển Đông Phi đến Nam Phi, bao gồm Madagascar và hầu hết các đảo quốc trong Ấn Độ Dương; từ quần đảo Mergui trải dài đến phía bắc đảo Sumatra, xa hơn ở phía đông là đến các đảo phía tây của quần đảo Sunda Nhỏ (Indonesia).
Loài này sống xung quanh các bãi đá ngầm và rạn san hô trong các đầm phá và và vùng biển ngoài khơi, cũng được tìm thấy trong các thảm cỏ biển ở độ sâu đến 21 m.

## Mô tả
S. albovittata có chiều dài cơ thể tối đa được ghi nhận là 14 cm. Chúng là một loài dị hình giới tính và lưỡng tính tiền nữ.
Cá đực trưởng thành có màu xanh lục (xanh thẫm ở thân trên và nhạt màu ở bụng) 3 đường sọc sáng màu xanh lam: sọc trên cùng từ đỉnh mõm chạy dọc theo gốc vây lưng; sọc giữa từ khóe miệng kéo dài đến giữa vây đuôi; sọc dưới cùng từ cằm băng lên trên gốc vây ngực và băng thẳng xuống nửa dưới cuống đuôi. Sau mắt có một sọc ngắn (chỉ kéo dài đến phần thân trước). Vùng má có màu vàng; gốc vây ngực có đốm vàng bao quanh.
Cá cái và cá đực đang phát triển màu nâu xám hoặc nâu phớt xanh lục, trắng hơn ở bụng. Nửa thân trên lốm đốm các chấm trắng, thường xuất hiện hai dải sọc trắng mờ. Có một dải sọc màu đỏ mờ chia tách hai phần thân trên và dưới. Cuống đuôi có 2 đốm đen nhỏ viền trắng ngay giữa. Một đốm màu cam ở trên gốc vây ngực.
Số gai ở vây lưng: 9; Số tia vây ở vây lưng: 11; Số gai ở vây hậu môn: 3; Số tia vây ở vây hậu môn: 11; Số tia vây ở vây ngực: 14–15; Số gai ở vây bụng: 1; Số tia vây ở vây bụng: 5; Số lược mang: 25–30.

## Hành vi và tập tính
Thức ăn của S. albovittata là các loài thủy sinh không xương sống, chủ yếu là các loài động vật giáp xác và động vật thân mềm. Loài này có thể sống đơn độc hoặc hợp thành những nhóm nhỏ với một cá thể đực thống lĩnh bầy cá cái trong hậu cung của nó.